# Shohei Matsunaga
Shohei Matsunaga (født 7. januar 1989) er en tidligere japansk fodboldspiller.
Han har spillet for flere forskellige klubber i sin karriere, herunder Ehime FC.